# (37057) 2000 UN42
2000 UN42 (asteroide 37057) é um asteroide da cintura principal. Possui uma excentricidade de 0.16102840 e uma inclinação de 3.27661º.
Este asteroide foi descoberto no dia 24 de outubro de 2000 por LINEAR em Socorro.